# Abdéra

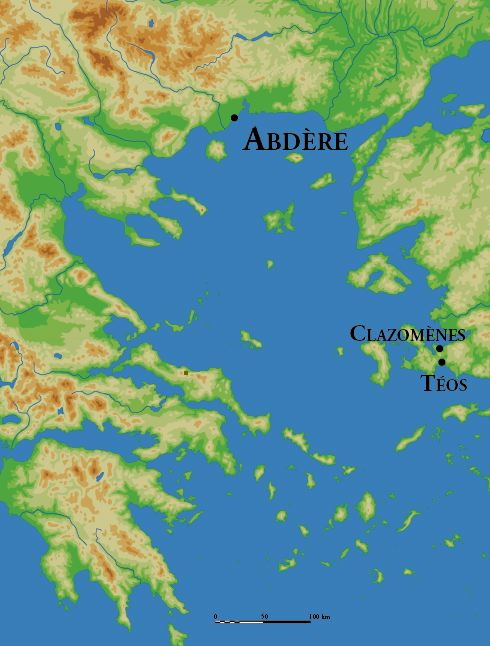
Abdéra, Clazomenae és Teosz.

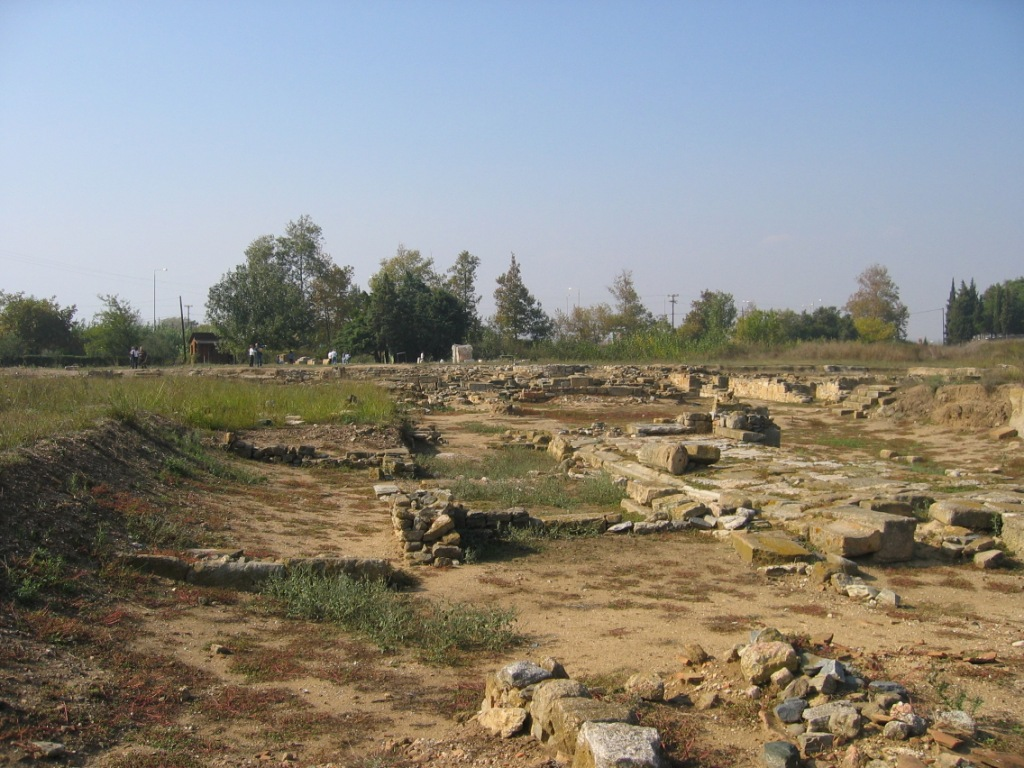
Abdéra város romjai.

Abdéra (Άβδηρα) trák–görög város, 17 km-re a Nesztosz folyó torkolatától. Jelenlegi Ávdhira nevű településen - mely az ókori Abdéra közelében fekszik - 3917-en laknak.
A monda szerint Hercules alapította, barátja, Abdérosz emlékére. Valójában egy klazomenai Timiszéiusz (i. e. 656-ban) alapította. majd az első gyarmatosítás elpusztulása után pedig a perzsák elől menekülő teoszi görögök alapították újra i. e. 544-ben. A görög–perzsa háborúk során Xerxésznek volt a bázisa (513-512), majd később Athén szövetségese lett. Abdéra volt a harmadik leggazdagabb város a Déloszi Szövetségben, gazdasága nagy virágzásnak indult főképp a gabona termesztése és fontos tengeri kikötője miatt. Jelentősége a makedón korban nagyon lehanyatlott. Még a középkorban is létezett Polystili név alatt, romjai helyén nincs új község.
Az ókorban az abdériták korlátoltsága és megfontolatlansága közmondásos volt, bár a város lakói voltak Démokritosz, Prótagorasz és Abdérai Hekateusz is. Az abderitizmus korlátolt hóbortosságot, kisvárosiasságot jelent.